# KENTA (俳優)
KENTA（けんた、1992年1月19日 - ）は、日本の元俳優、元タレントである。本名はダルビッシュ 賢太（ダルビッシュ けんた）。大阪府出身。活動時はエイベックス・マネジメントに所属していた。

## 人物
父親がイラン系日本人（元サッカー選手）で母親が日本人。長兄はダルビッシュ有、次兄はYouTuberのDark翔。
幼少期にダルビッシュ賢太名義で子役として映画に出演。もともとは野球をやっていたがサッカーに転向。中学2年生のときにアメリカ合衆国やイギリスにサッカー留学をした経験がある。
2009年11月に活動名をKENTAとし、俳優として活動していく意向を発表する。2010年4月に高千穂大学の経営学部に進学。俳優業のほか、2015年頃までバラエティ番組でも活動していた。
事務所を離れて以降は俳優活動を行っておらず、パーソナルトレーナーとして活動している。
2022年には精巣癌が発覚し、手術を受けている。2023年2月にみぞおちのリンパ節に転移していることを明かし、抗がん剤治療を受けている。

## 主な出演作品

### テレビドラマ
- アスコーマーチ〜明日香工業高校物語〜 第8話（2011年6月26日、テレビ朝日）

### 配信ドラマ
- 悪の教典-序章- 第1 - 4話（2012年、BeeTV ほか）蓼沼将大 役

### 映画
- どんてん生活（1999年、※「ダルビッシュ賢太」名義）
- 悪の教典（2012年）蓼沼将大 役
- 今日、恋をはじめます（2012年）

### 舞台
- 東京俳優市場2009冬 第3話『未来への扉』（2009年12月、南青山MANDALA）

### バラエティ
- クイズ!ヘキサゴンII（2011年7月 - 9月、フジテレビ） - 『ヘキサゴンファミリーコンサート 2011』にも出演